# Robert Llanos

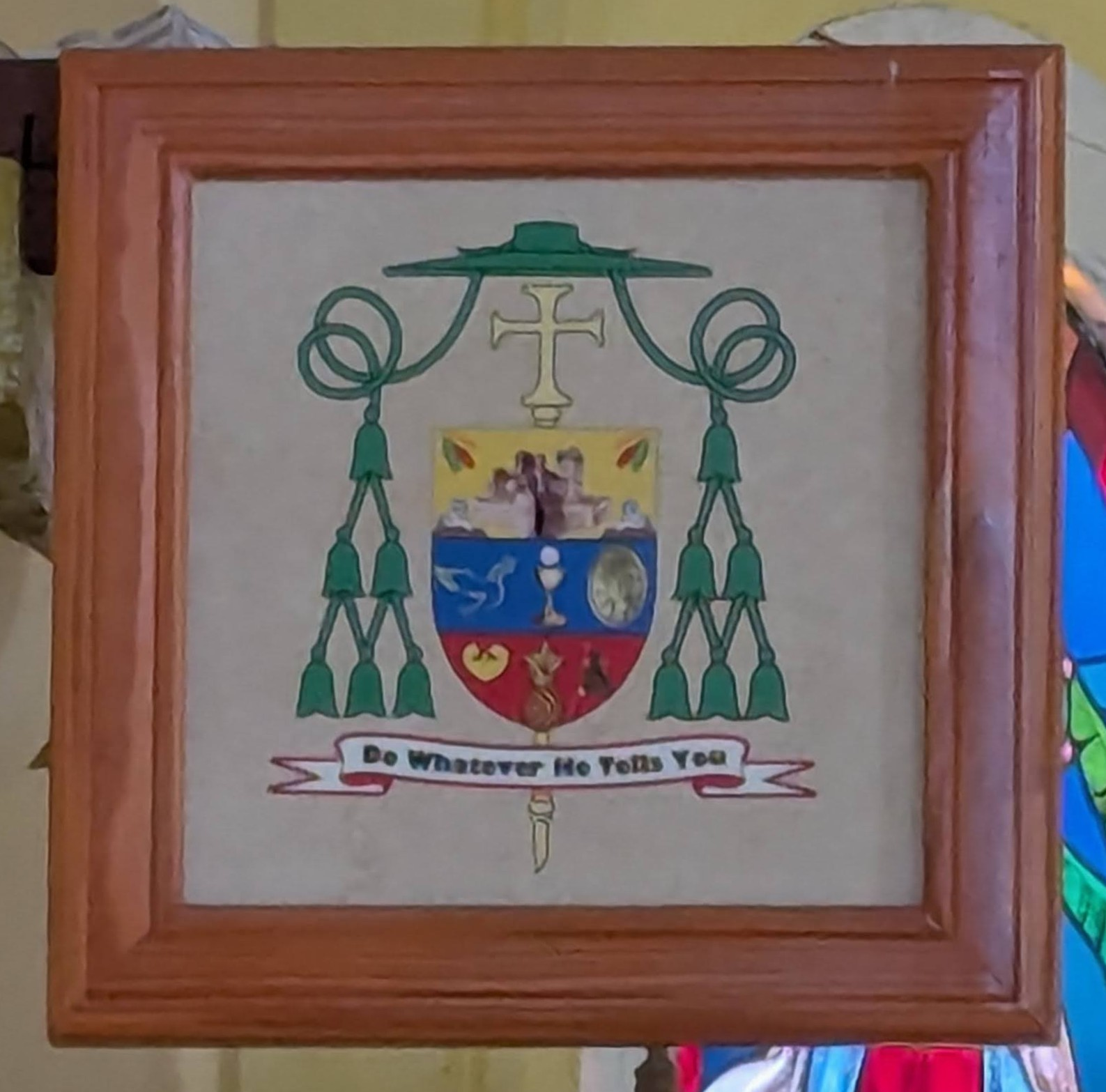
Bischofswappen von Robert Llanos

Robert Anthony Llanos (* 2. Februar 1958 in Port of Spain, Trinidad und Tobago) ist ein trinidadischer Geistlicher und römisch-katholischer Bischof von St. John’s-Basseterre.

## Leben
Robert Llanos empfing am 23. Juni 1991 das Sakrament der Priesterweihe. Von 2011 bis 2013 war er Generalvikar des Erzbistums Port of Spain.
Am 13. Juli 2013 ernannte ihn Papst Franziskus zum Titularbischof von Casae Nigrae und bestellte ihn zum Weihbischof in Port of Spain. Der Erzbischof von Port of Spain, Joseph Everard Harris CSSp, spendete ihm am 14. September desselben Jahres die Bischofsweihe; Mitkonsekratoren waren der Bischof von Georgetown, Francis Dean Alleyne OSB, und der Bischof von Bridgetown, Charles Jason Gordon.
Während der Sedisvakanz im Bistum St. John’s-Basseterre war Llanos seit 2016 Apostolischer Administrator. Papst Franziskus ernannte ihn am 18. Dezember 2018 zum Diözesanbischof von St. John’s-Basseterre. Die Amtseinführung erfolgte am 3. Februar 2019.